# Margaret Rutherford
Dame Margaret Taylor Rutherford, DBE (n. 11 mai 1892, Londra, Regatul Unit al Marii Britanii și Irlandei – d. 22 mai 1972, Chalfont St Peter, Buckinghamshire⁠(d), Anglia, Regatul Unit) a fost o actriță engleză, care a devenit foarte cunoscută după Al Doilea Război Mondial, după ce a apărut în filme ca Abracadabra sau Ce-nseamna sa fii onest.  În 1963 a câștigat premiul Oscar pentru cea mai bună actriță într-un rol secundar cu rolul Ducesei de Brighton în filmul Personalități în impas.
Seria de filme cu Margaret Rutherford ca Miss Marple bazată pe romane de Agatha Christie este formată din:
- Murder, She Said (Verdict: Crimă!) (1961)
- Murder at the Gallop (Crimă la galop) (1963)
- Murder Most Foul (Crimă în culise) (1964)
- Murder Ahoy! (Crimă pe mare) (1964)
- The Alphabet Murders (Omorurile alfabetice) (1965)

A primit Premiul Oscar pentru cea mai bună actriță în rol secundar pentru rolul Ducesei de Brighton din Personalități în impas  (1963).

## Filmografie
| An   | Titlu                                 | Rol                                    | Note |
| ---- | ------------------------------------- | -------------------------------------- | --- |
| 1936 | Troubled Waters                       | Bit role                               | debut cinematografic, nemenționată |
| 1936 | Dusty Ermine                          | Evelyn Summers aka Miss Butterby       | |
| 1936 | Talk of the Devil                     | Housekeeper                            | |
| 1937 | Beauty and the Barge                  | Mrs. Baldwin                           | |
| 1937 | Big Fella                             | Nanny                                  | nemenționată |
| 1937 | Catch as Catch Can                    | Maggie Carberry                        | |
| 1937 | Missing, Believed Married             | Lady Parke                             | |
| 1941 | Spring Meeting                        | Aunt Bijou                             | |
| 1941 | Quiet Wedding                         | Magistrate                             | |
| 1943 | Yellow Canary                         | Mrs. Towcester                         | |
| 1943 | The Demi-Paradise                     | Rowena Ventnor                         | |
| 1944 | English Without Tears                 | Lady Christabel Beauclerk              | |
| 1945 | Blithe Spirit                         | Madame Arcati                          | |
| 1947 | While the Sun Shines                  | Dr Winifred Frye                       | |
| 1947 | Meet Me at Dawn                       | Madame Vernore                         | |
| 1948 | Miranda                               | Nurse Carey                            | |
| 1949 | Passport to Pimlico                   | Professor Hatton-Jones                 | |
| 1950 | The Happiest Days of Your Life        | Muriel Whitchurch                      | |
| 1950 | Her Favourite Husband                 | Mrs. Dotherington                      | |
| 1951 | The Magic Box                         | Lady Pond                              | |
| 1952 | Curtain Up                            | Catherine Beckwith / Jeremy St. Claire | |
| 1952 | The Importance of Being Earnest       | Miss Letitia Prism                     | |
| 1952 | Castle in the Air                     | Miss Nicholson                         | |
| 1952 | Miss Robin Hood                       | Miss Honey                             | |
| 1953 | Innocents in Paris                    | Gwladys Inglott                        | |
| 1953 | Trouble in Store                      | Miss Bacon                             | |
| 1954 | The Runaway Bus                       | Miss Cynthia Beeston                   | |
| 1954 | Mad About Men                         | Nurse Carey                            | |
| 1954 | Aunt Clara                            | Clara Hilton                           | |
| 1955 | An Alligator Named Daisy              | Prudence Croquet                       | |
| 1957 | The Smallest Show on Earth            | Mrs. Fazackalee                        | |
| 1957 | Just My Luck                          | Mrs. Dooley                            | |
| 1959 | I'm All Right Jack                    | Aunt Dolly                             | |
| 1961 | On the Double                         | Lady Vivian                            | |
| 1961 | Crimă a spus ea (Murder, She Said)    | Miss Jane Marple                       | |
| 1963 | The Mouse on the Moon                 | Grand Duchess Gloriana XIII            | |
| 1963 | Crimă la galop (Murder at the Gallop) | Miss Jane Marple                       | |
| 1963 | The V.I.P.s                           | The Duchess of Brighton                | - Academy Award for Best Supporting Actress - Golden Globe Award for Best Supporting Actress – Motion Picture - Laurel Award for Top Female Supporting Performance - National Board of Review Award for Best Supporting Actress |
| 1964 | Murder Most Foul                      | Miss Jane Marple                       | |
| 1964 | Murder Ahoy!                          | Miss Jane Marple                       | |
| 1965 | Chimes at Midnight                    | Mistress Quickly                       | |
| 1965 | The Alphabet Murders                  | Miss Jane Marple                       | nemenționată, cameo |
| 1967 | A Countess from Hong Kong             | Miss Gaulswallow                       | |
| 1967 | Arabella                              | Princess Ilaria                        | |
| 1967 | The Wacky World of Mother Goose       | Mother Goose                           | voce, ultimul rol de film |

## Legături externe
- Margaret Rutherford la Internet Movie Database
- en Margaret Rutherford la Internet Broadway Database
- Oxford National Dictionary of Biography profile
- Performances in Theatre Archive, University of Bristol
- Margaret Rutherford  la Screenonline (British Film Institute)
- Margaret Rutherford la CineMagia